# Афрички социјализам
Афрички социјализам је политика располагања економским ресурсима заснована на „традиционалном“ афричком начину, што је његова главна разлика од општег појма социјализам. Многи афрички вође су током 1950-их и 1960-их практиковали ову верзију социјализма.
Концепт Афричког социјализма заснива се на појму Уџама, којег је дефинисао Џулијус Њерере и проводио га у пракси након осамостаљења Тангањике од британске колонијалне власти 1961. и уједињења са Занзибаром у Танзанију 1964. године. Њерере је све одлике афричког социјализма изнео у тзв. Аруша декларацији 1967. године.
Совјетски и кинески функционери су потпомагали развој афричког социјализма. Након Совјетско-кинеског разлаза, афрички социјалисти су се поделили на просовјетске, прокинеске и несврстане.
Током процеса деколонизације током 1960-их, многи афрички вође прихватили су афрички социјализам као више афроцентрички економски систем. Неки вође, попут кенијског Џома Кенијате, заговарали су западначку верзију капитализма.
Афрички социјлизам је најчешће дефинисан као економски систем који није западњачки капитализам, али ни совјетски тип социјализма, него систем који је аутохтони афрички концепат самодовољности, просперитета и јединства.
Међутим, многе владе, које су усвојиле афрички социјализам, најчешће нису испуниле његове циљеве, па је ова политика с временом изгубила подршку ширих маса.